# Funsoft
Funsoft est un éditeur et distributeur de jeux vidéo allemand fondé en 1992. Il ferme en 1999.
Il disposait de filiales au Royaume-Uni, en France, en Suède et en Norvège. En 1996, il était possédé à 60 % par l'allemand Rushware à 40 % par le britannique Menzies. Les parts se sont inversées début 1997.

## Ludographie
- 1995 : The Hive
- 1995 : Congo The Movie: Descent into Zinj
- 1996 : Afterlife
- 1996 : Battle Arena Toshinden
- 1996 : Bud Tucker in Double Trouble
- 1996 : Earthworm Jim 2
- 1996 : Mad TV 2
- 1997 : Alto's Adventure
- 1997 : Carmageddon
- 1997 : Explosive Racing
- 1997 : Star Wars: Dark Forces
- 1997 : Star Wars: Shadows of the Empire
- 1997 : Zehn Adventures
- 1998 : Grim Fandango
- 1998 : Phat Air Extreme Snowboarding
- 1998 : Star Wars: Jedi Knight - Mysteries of the Sith
- 1998 : Star Wars: Rebellion
- 1999 : Blaze & Blade: Eternal Quest